# Лоддон (річка)
Лоддон — річка в австралійському штаті Вікторія, притока річки Муррей.
Починається неподалік від міста Трентем та протікає містами Гілдфорд і Ньюстед.